# Berceni (métro de Bucarest)
Pour les articles homonymes, voir Berceni.
Berceni (anciennement Depoul IMGB) est une station de métro roumaine de la ligne M2 du métro de Bucarest. Elle est située sur Șoseaua Berceni, dans le quartier Apărătorii Patriei , à l'extrémité sud-ouest du secteur 4 de la ville de Bucarest. C'est également l'un des dépôts du réseau.
Elle est mise en service en 1986.
Exploitée par Metrorex elle est desservie par les rames de la ligne M2 qui circulent quotidiennement entre 5 h 0 et 23 h 0 (heure de départ des terminus). Un arrêt d'autobus est à proximité.

## Situation sur le réseau
Établie en surface, la station Berceni est un ancien terminus de la ligne M2 du métro de Bucarest, après la station Dimitrie Leonida, en direction de Pipera.
Elle est intégrée dans un des dépôts de la ligne.

## Histoire
La station et dépôt « Depoul IMGB », du nom de l'entreprise Intreprinderea de Masini Grele Bucuresti, est mise en service le 24 janvier 1986, lors de l'ouverture à l'exploitation du tronçon, long de 9,96 kilomètres, de Piața Unirii 2 à Depoul IMGB.
En juillet 2009 elle est renommée Berceni du nom de la voie routière qui la dessert.

## Service des voyageurs

### Accueil
Seule station de surface du réseau, elle dispose d'une entrée sur Șoseaua Berceni. Des escaliers, ou une rampe pour les personnes à mobilité réduite, permettent de rejoindre la salle des guichets et des automates pour l'achat des titres de transport (un ticket est utilisable pour un voyage sur l'ensemble du réseau métropolitain).

### Desserte
À la station terminus Berceni la desserte quotidienne débute avec le départ de la première rame à 5 h 0 et se termine avec l'arrivée de la dernière rame, partie du terminus le plus éloigné à 23 h 0.

### Intermodalité
Un arrêt de bus est situé à proximité (ligne 125).

## Dépôt de Berceni
Situé à côté de la station le dépôt est également en surface.

Le dépôt en 2014
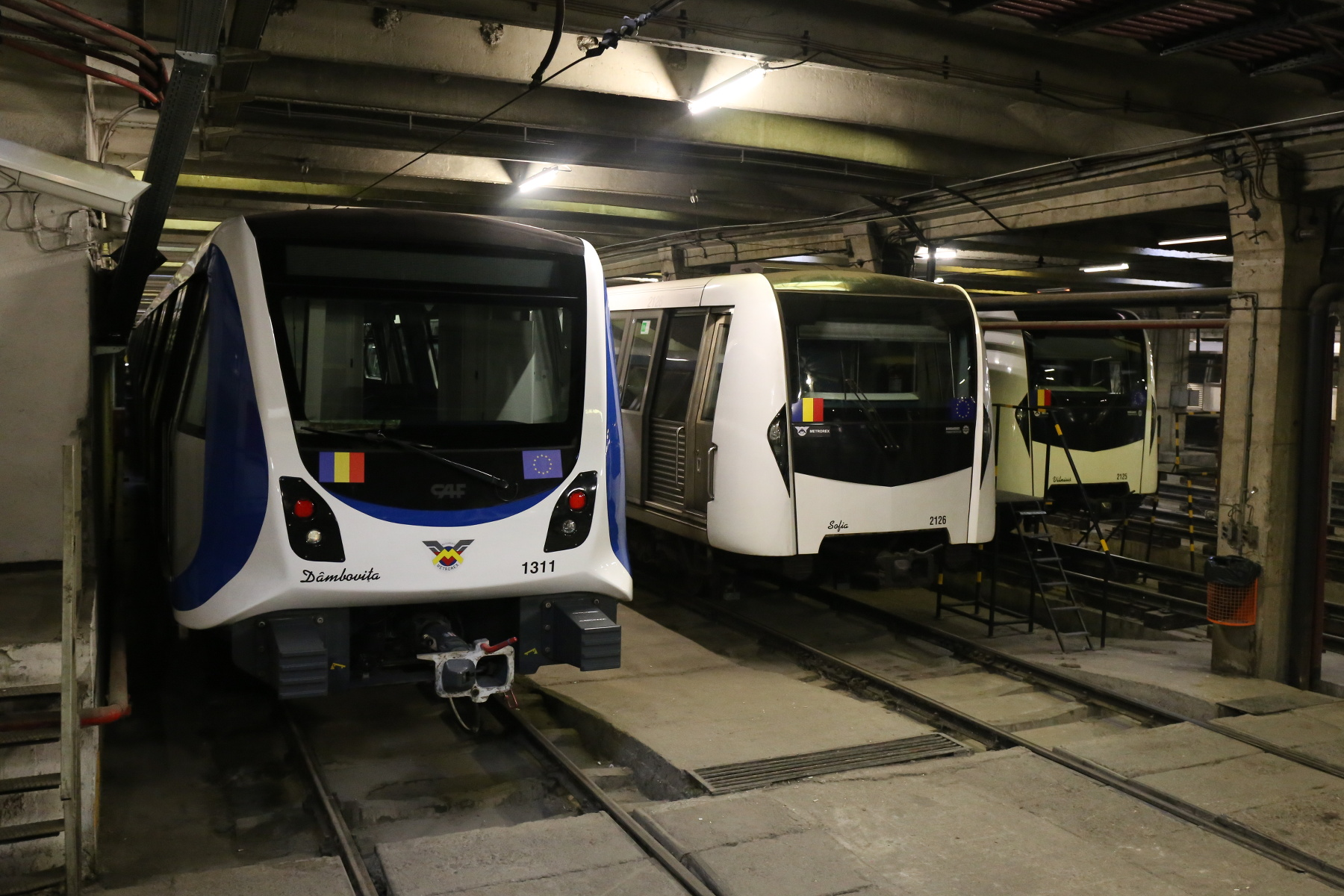
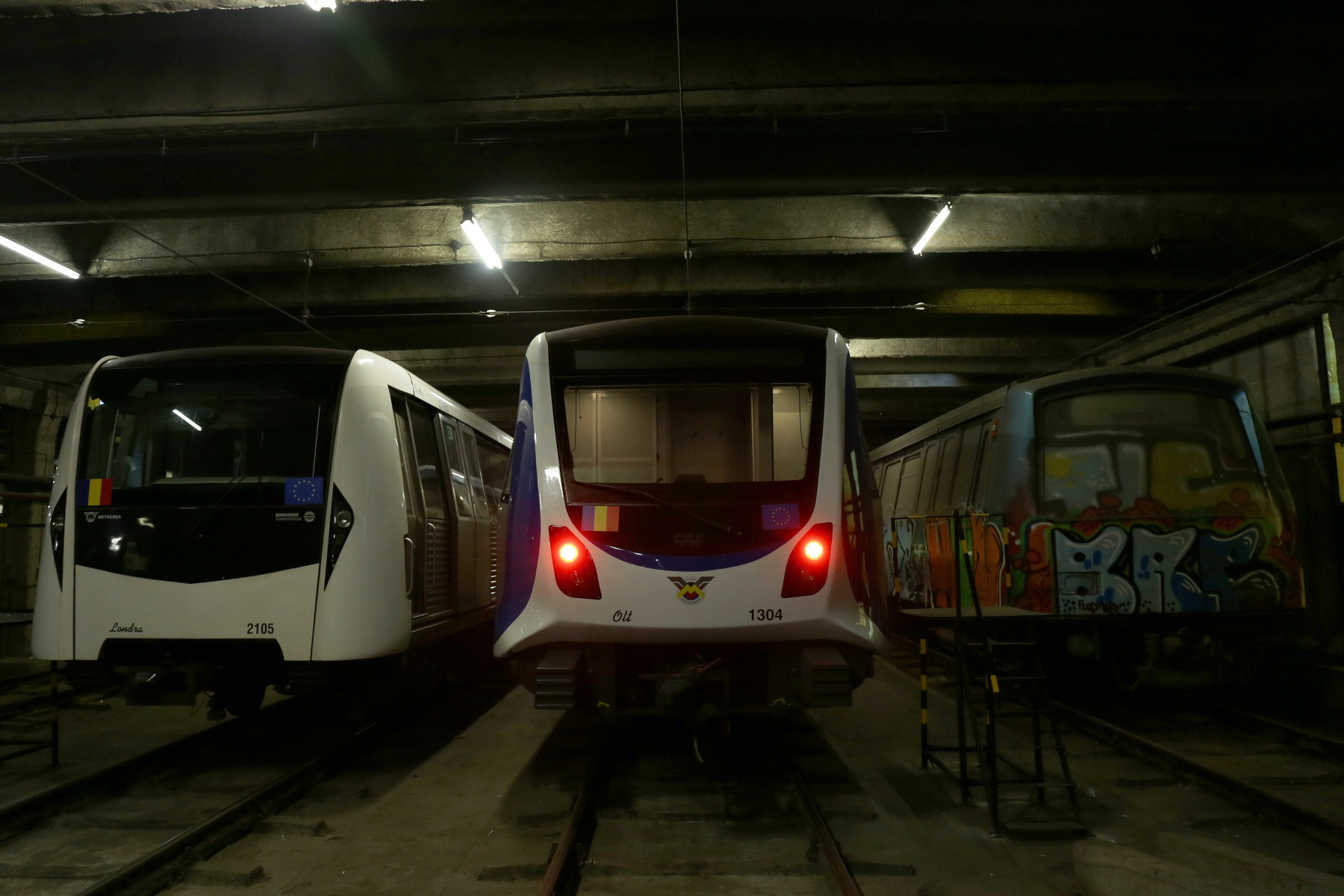
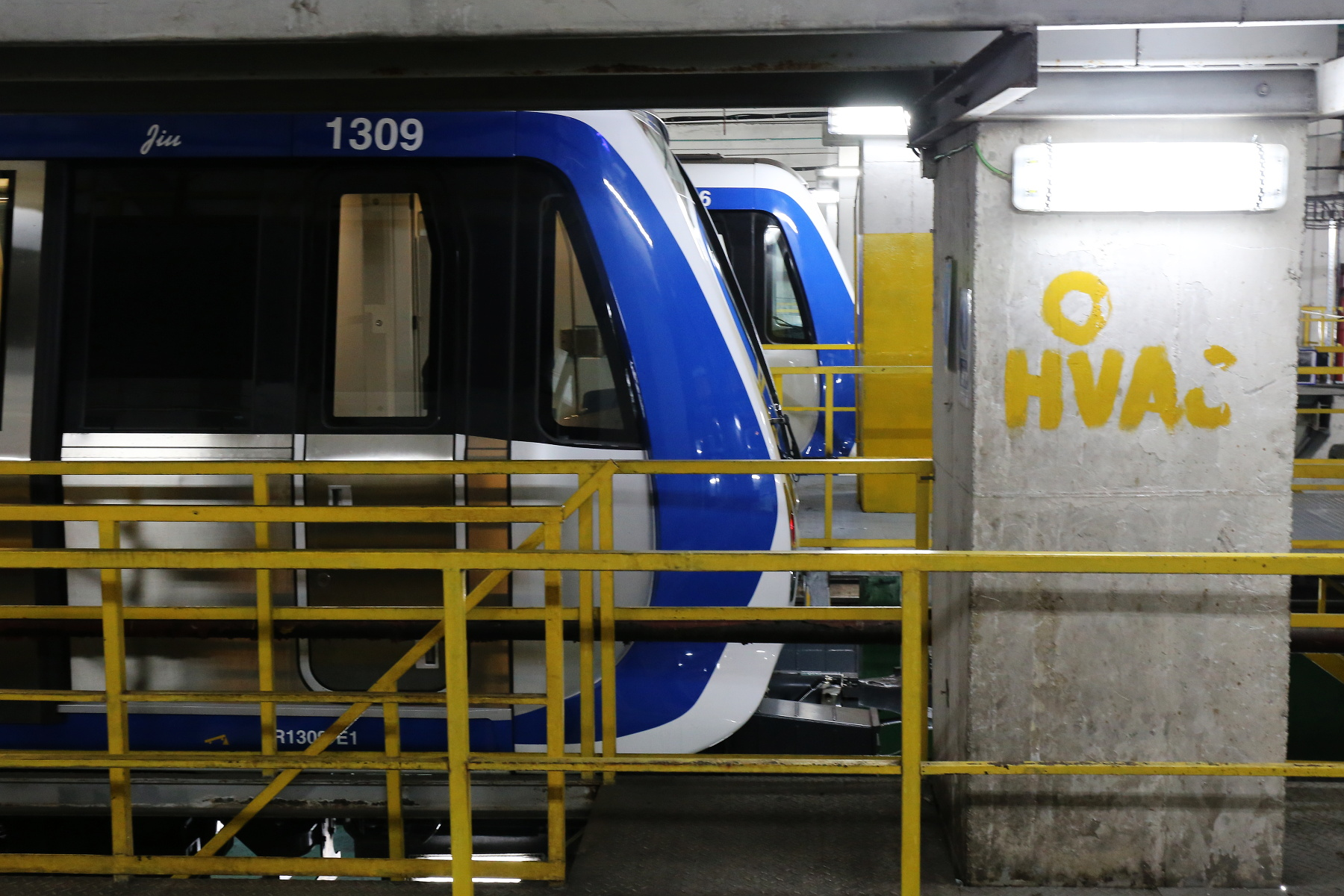